# Roś (Białoruś)
Roś (biał. Рось, Roś; ros. Россь, Rosś) – osiedle typu miejskiego na Białorusi, w obwodzie grodzieńskim, w rejonie wołkowyskim, na północny wschód od Wołkowyska. W 2017 roku liczyło 4711 mieszkańców.

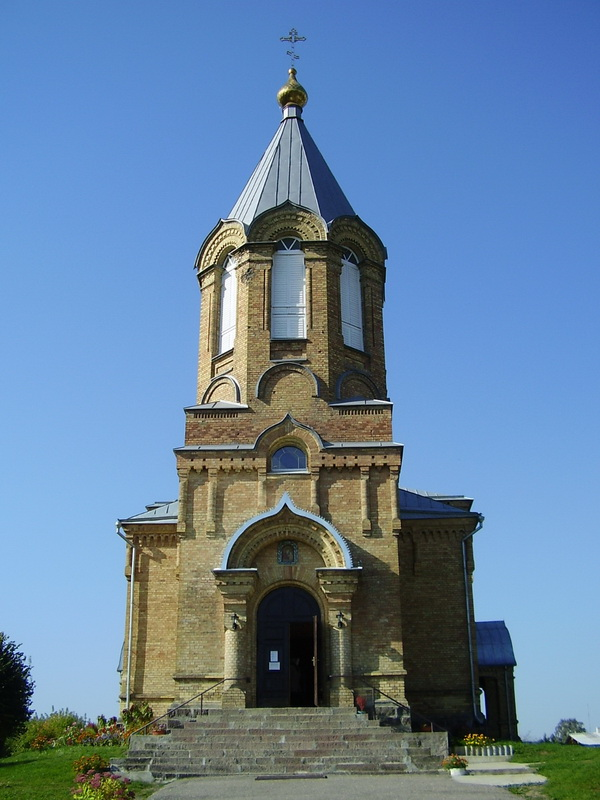
Cerkiew Świętej Trójcy

Południowo-wschodnią część Rosi stanowi dawniej samodzielna wieś Rybaki.

## Opis
Siedziba parafii prawosławnej pw. Świętej Trójcy i rzymskokatolickiej pw. Przenajświętszej Trójcy oraz sanktuarium Jezusa Frasobliwego.
Z miejscowości prowadzi transgraniczna napowietrzna linia elektroenergetyczna 220 kV relacji Roś – Białystok do Polski, obecnie niepracująca. Znajduje tu się stacja kolejowa Roś, położona na linii Mosty – Wołkowysk.

## Historia
Miasto magnackie położone było w końcu XVIII wieku w hrabstwie roskim w powiecie wołkowyskim województwa nowogródzkiego. 
Słownik geograficzny Królestwa Polskiego podaje, iż w 1878 r. Roś zamieszkana była przez 794 mieszkańców. Znajdował się w niej kościół parafialny pw. Św. Trójcy z 1611 r. Dobra Roś należały wówczas do hr. Stefana Potockiego. W Rosi znajdować miały się (...) trofea i sprzęty stołu, zdobyte przez Stefana Czarnieckiego w 1656 r. na Karolu Gustawie.
W 1889 roku w majątku Roś przyszedł na świat jeden z przyszłych oficerów rezerwy-ofiar zbrodni katyńskiej, kapitan Witold Werbel.
W dniach 24-25 lipca 1920 r. wojska polskie stoczyły pod Rosią przegraną bitwę z wojskami sowieckimi.
W II RP siedziba wiejskiej gminy Roś.
W niepodległej Białorusi w Rosi znajdowała się lotnicza baza wojskowa. W maju 2011 roku rozpoczął się proces jej likwidacji, a stacjonujące tam samoloty zostały przetransportowane do Lidy.